# Вилхелм I фон Дипхолц
Вилхелм I фон Дипхолц (на немски: Wilhelm I von Diepholz; † 12 май 1242) от фамилията на господарите на Дипхолц, е католически свещеник и епископ на Минден (1236 – 1242).

## Произход и управление
Той е син на Готшалк I фон Дипхолц († сл. 1205/1207). Брат е на Йохан († 1253), от 1242 г. епископ на Минден, архиепископ на Бремен (1241 – 1253) и чичо на Куно или Конрад († 1266), епископ на Минден (1261 – 1266). Роднина е на Готшалк († 1119), епископ на Оснабрюк (1110 – 1119).
През времето на неговото управление има дългогодишни конфликти с граф Хайнрих II фон Хоя. Графът напада подчинените на манастира Минден. За закрила Вилхелм построява през 1242 г. крепостта Нинхауз.
След смъртта му на 12 май 1242 г. брат му Йохан е номиниран за епископ на Минден.